# Ngwenya
Ngwenya là một thị trấn ở miền tây Eswatini, nằm gần biên giới với Nam Phi, tây bắc Mbabane. Thị trấn Nam Phi phía đối diện là Oshoek. Vào năm 2005, dân số của nó là 1.281 người.
Nó được biết đến với nhà máy thủy tinh và các tác phẩm nghệ thuật. Mỏ Ngwenya nằm trong thị trấn.